# Angela Anakonda
Angela Anakonda (ang. Angela Anaconda, 1999-2001) – kanadyjsko-amerykański serial animowany emitowany dawniej w telewizji TVP3.

## Opis fabuły
Serial opowiada o przygodach Angeli Anakondy i jej trójki przyjaciół – Gordy'ego, Giny i Johnny'ego, którzy towarzyszą jej w walkach ze starszymi braćmi i szukają drogi, aby zostać lepszymi od bogatych Francuzów, zwierząt, nauczycieli, Nanette.

## Bohaterowie
- Angela Anakonda – główna bohaterka. Jest przywódcą grupy, która przy okazji posiada bujną wyobraźnię.
- Gina – stereotypowa gruba dziewczyna, przyjaciółka Angeli.
- Johnny – chłopiec z niebieskimi oczami, który bardzo chciałby być taki jak Elvis.
- Gordy – najgorszy kujon z całej grupy. Przyjaciel Angeli.